# Ua-ogrere Mons
L'Ua-ogrere Mons è una struttura geologica della superficie di Venere.